# Doris Lessing
Pour les articles homonymes, voir Lessing.
Doris May Lessing, née le 22 octobre 1919 à Kermanshah (Iran) et morte le 17 novembre 2013  à Londres, est une écrivaine britannique. Le prix Nobel de littérature en 2007 a couronné « la conteuse épique de l'expérience féminine qui, avec scepticisme, ardeur et une force visionnaire, scrute une civilisation divisée ».
Célèbre dès son premier livre, Vaincue par la brousse (1950), auteur d'une vingtaine de romans dont le best-seller international Le Carnet d'or (1962), elle est très vite apparue comme une femme de lettres engagée et militante, notamment pour les causes marxiste, anticolonialiste et anti-apartheid. Elle a aussi été associée au combat des féministes sans l'avoir revendiqué ou désiré.
L'œuvre de Doris Lessing est polymorphe. Profondément autobiographique, elle s'inspire notamment de son expérience africaine, de ses années de jeunesse et de ses engagements sociaux ou politiques. Son style romanesque, épique, réaliste et lyrique lui a permis d'aborder différents thèmes tels que les conflits de cultures, les injustices raciales et ethniques, la contradiction entre la conscience individuelle et le bien commun, la violence entre les êtres et les classes, le déracinement ou encore l'enfance. Très appréciée pour sa diversité et son éclectisme, l'auteur a signé des romans documentaires, des témoignages, des fictions visionnaires, des ouvrages de science-fiction (Shikasta en 1981) et des romans psychologiques (L'Été avant la nuit). Elle a même un temps évolué vers l'ésotérisme et la parapsychologie avec Descente aux enfers (1971).

## Biographie
Doris May Tayler est née en Perse (l'Iran actuel) en 1919. Son père, employé de banque, est grièvement blessé lors de la Première Guerre mondiale et se voit amputé d'une jambe. Sa mère, infirmière d'origine irlando-écossaise, y a perdu l’homme qu’elle aimait,. Recrutée sur le front de la Grande Guerre, sa mère rencontre son père en le soignant. Plus tard, Doris Lessing racontera l'histoire de ses parents dans Alfred et Emily.
Elle n’a que six ans lorsque sa famille s’installe, en 1925, en Rhodésie du Sud (alors colonie britannique) dans l'espoir de faire fortune grâce à la culture du maïs, du tabac et des céréales puis en cherchant de l'or. Les Tayler supportent mal la dureté du climat et la jeune Doris est tour à tour atteinte de malaria et de dysenterie en raison des attaques de moustiques.
Pensionnaire d'un institut catholique tenu par des religieuses qu'elle supporte mal, elle est en opposition constante avec sa mère, protestante. Elle quitte définitivement l'école à 15 ans, travaillant en tant que jeune fille au pair puis plus tard, à 18 ans, comme standardiste à Salisbury (l'ancienne capitale de la Rhodésie du Sud). Revenue un temps à la ferme parentale, elle se passionne pour la littérature et se plonge dans la lecture de plusieurs grands classiques du XIXe siècle qui influenceront sa création littéraire : Léon Tolstoï, Stendhal, Fedor Dostoïevski ou encore Honoré de Balzac. Elle lit également avec intérêt Marcel Proust et Virginia Woolf.
En 1938, elle commence à écrire des romans tout en exerçant plusieurs emplois pour gagner sa vie. Elle rédige également de courts récits et des nouvelles, arrivant à en vendre deux à des magazines sud-africains.
À dix-neuf ans, l'année suivante, elle se marie avec un fonctionnaire : Frank Wisdom, avec lequel elle aura deux enfants, John et Jean. Elle le quitte en 1943 en lui laissant la garde de leurs enfants, après avoir rencontré lors d'une réunion de sympathisants marxistes, un citoyen allemand, communiste et juif exilé : Gottfried Lessing, qu'elle épouse en secondes noces en 1945. En 1947, le couple donne naissance à un fils, Peter. Elle en divorce et il retourne vivre en Allemagne de l'Est. Après son assassinat en 1979 en Ouganda, elle découvrit qu'il avait été sans doute un agent du KGB.
Elle part pour Londres en 1949 avec son fils et le manuscrit de Vaincue par la brousse (The Grass is singing) dans ses bagages, accepté par le premier éditeur auquel elle s'adresse. L'ouvrage évoque la relation entre la femme d’un fermier blanc et un domestique noir. Le succès du livre, publié en 1950, lui permet de renoncer à un emploi de secrétaire trouvé pour subvenir à ses besoins. En 1951, elle fait paraître un recueil de nouvelles tirées de son expérience africaine : Nouvelles africaines (This was the Old Chief's Country) suivie par un cycle de cinq ouvrages d'inspiration autobiographique, publiés entre 1952 et 1969 et regroupés sous le titre Les Enfants de la violence (The Children of Violence). Cette vaste fresque romanesque, désillusionnée et fataliste, se conçoit comme un immense « Bildungsroman ». Elle narre la quête d'identité du double littéraire de l'auteur, Martha Quest, qui de l'Afrique à l'Angleterre observe les ravages causés par le système colonial sur les relations entre les Noirs et les Blancs puis les conséquences de son effondrement. Par ailleurs, ces récits traitent de l'éveil d'une conscience déçue, de la situation de la femme et de la condition de l'artiste au XXe siècle. Lessing est alors rapprochée des grands auteurs réalistes du XIXe siècle pour la profondeur de son étude psychologique et la densité de son observation sociale.
Comme beaucoup d'intellectuels, d'artistes et d'écrivains britanniques de sa génération, Lessing a été politiquement engagée et active à gauche. En 1952, elle adhère au Parti communiste qu'elle quitte quatre ans plus tard à la suite de l'intervention des chars soviétiques à Budapest et après le XXe congrès. Ses désillusions politiques se lisent dans Retreat to innocence (1956) et surtout Le Carnet d'or (The Golden Notebook, 1962), reconnu aujourd'hui comme son chef-d'œuvre. Elle y revient sur les différentes phases de son espoir révolutionnaire déçu. Par l'évocation qu'il fait de la condition de la femme, de sa psychologie, de ses engagements, de ses états affectifs, de ses désirs et de ses élans intimes, Le Carnet d'or fait de l'écrivaine une icône du féminisme mondial comparable à Simone de Beauvoir sans qu'elle « l’ait jamais voulu ». Cette œuvre se compose d'un court roman conventionnel ainsi que de quatre carnets de notes et de réflexions sur certains thèmes assimilés à une couleur différente : noir pour la littérature, rouge pour la politique, jaune pour la vie privée et bleu pour l'introspection,. Assemblés, ils forment le « carnet d'or » du titre dans lequel la narratrice circonscrit tous leurs thèmes et tente de faire la synthèse impossible de sa vie,. À la croisée des genres, l'ouvrage se dote d'une structure narrative originale, mêlant l'héritage réaliste des grands romans du XIXe siècle à des techniques littéraires post-modernes (récit éclaté, composition stylistique sophistiquée, collage, mise en abyme, métafiction et jeu du roman dans le roman, digressions verbales, considérations du créateur sur son œuvre...). En mêlant indistinctement journal intime, extraits de presse et télégrammes dans ses cinq carnets, le texte, morcelé, fait de sa protagoniste Anna Wulf un personnage changeant et insaisissable.
En 1956, après un séjour dans la Fédération de Rhodésie et du Nyassaland où elle interroge comme journaliste le premier ministre sud-rhodésien Garfield Todd et le premier ministre fédéral Godfrey Huggins, elle est finalement interdite de séjour dans toute la fédération et en Afrique du Sud.
Descente aux enfers (Briefing for a descent into Hell, 1971) annonce une nouvelle orientation dans la carrière de Lessing qui abandonne le genre du témoignage autobiographique pour approcher les rives d'une littérature visionnaire. La romancière y appréhende la notion de foi et les arcanes de la psyché. Porté par un imaginaire sombre, teinté d'occultisme et de mysticisme, l'ouvrage se penche sur le soufisme, courant religieux que l'auteur avait commencé à étudier dans les années 1960. Dans ce roman, Lessing s'éloigne du monde réel pour explorer l'univers mental d'un homme souffrant d'amnésie, Charles Watkins. Le récit ouvre une vaste interrogation sur le devenir de l'humanité et l'avenir de la planète. Ce questionnement amène logiquement l'écrivaine à la science-fiction, explorant le thème de la survie et du futur terrestre dans Shikasta et les quatre volumes qui lui font suite, regroupés sous le titre Canopus dans Argos : Archives (Canopus in Argos : Archives, 1979-1980).
En 1983 et en 1984, en signe de protestation face au sort réservé aux jeunes écrivains, elle se livre à une supercherie littéraire, publiant sous le pseudonyme de Jane Somers deux romans qui se voient refusés par son éditeur habituel : Journal d'une voisine (Diary of a Good Neighbour) et Si la vieillesse pouvait (If the Old Could), centrés sur les problèmes de la vieillesse, la solitude, la nostalgie, la maladie et la mort. Tous deux marquent son retour au réalisme, confirmé un an plus tard par La Terroriste (1985), qui narre la dérive suicidaire de jeunes révolutionnaires,.
Le Cinquième Enfant (The Fifth Child, 1988) se veut une critique voilée de la société contemporaine : au sein d'une famille dite « normale », constituée d'un couple qui s'aime et a déjà quatre enfants, naît un nouveau bambin terriblement violent. La famille est alors tiraillée entre attachement et répulsion pour ce rejeton. La fin du livre — incertaine — est comme une interrogation ouverte sur le devenir de la violence dans nos sociétés.
En 1982, 1988 et 1991, Lessing est revenue en Rhodésie du Sud, devenue l'actuel Zimbabwe. Lors de son premier voyage, elle retrouve son frère avant que celui-ci n'émigre définitivement en Afrique du Sud.
En 1995, elle constate la dégradation de la situation sociale du pays, mais fait encore confiance au président Robert Mugabe. En 1995, âgée de 76 ans, elle visite l'Afrique du Sud afin de voir sa fille, ses petits-enfants et de promouvoir son autobiographie. Au début des années 2000, elle s'en prend pour la première fois brutalement au régime de Mugabe. Elle est alors de nouveau déclarée « indésirable » au Zimbabwe.
En 2001, lors d'une conférence au Festival du Livre d'Édimbourg, elle se livre à une violente charge contre les féministes qui l'avaient pourtant célébrée des années plus tôt. Elle les qualifie de « femmes devenues horribles avec les hommes ». Ainsi, selon elle « après avoir fait une révolution, beaucoup de femmes se sont fourvoyées, n'ont en fait rien compris. Par dogmatisme. Par absence d'analyse historique. Par renoncement à la pensée. Par manque dramatique d'humour ».
Auteur d'une œuvre considérable de près d'une soixantaine de titres comprenant des romans, des nouvelles, des pièces de théâtre, des poèmes, des essais, des récits autobiographiques et des témoignages, Doris Lessing fascine autant par la variété des sujets qu'elle aborde que par la diversité des genres dans lesquels elle s'illustre. L'écrivaine a toujours refusé de se laisser enfermer dans des carcans intellectuels ou politiques et occupe une place de premier ordre dans la littérature britannique contemporaine où elle apparaît comme le témoin privilégié de son époque. Instance morale de son vivant, elle pointe du doigt la société actuelle et scrute sans relâche ses excès, ses dysfonctionnements et ses dérives aussi bien éthiques et idéologiques que politiques.
Le 11 octobre 2007, elle se voit attribuer, à presque 88 ans, le prix Nobel de littérature. Elle devient ainsi la onzième femme et l'écrivain le plus âgé à recevoir cet honneur. Souvent citée, depuis les années 1970, sur les listes de l'Académie suédoise où elle faisait figure de favorite avant d'en disparaître, Doris Lessing faisait ses courses au moment de l'annonce de son couronnement et fut prévenue par la masse de journalistes qui s'était ameutée devant son domicile. Elle a alors immédiatement comparé la récompense à une « quinte flush » puis a fait preuve d'humour en déclarant : « Ils ont pensé, là-bas les Suédois : celle-là a dépassé la date de péremption, elle n'en a plus pour longtemps. Allez, on peut le lui donner ! »,. Le secrétaire perpétuel de l'Académie de Stockholm a expliqué en parallèle : « Elle est un sujet de débats entre nous depuis un certain temps et aujourd'hui c'était le bon moment. Je pense pouvoir dire que dans toute l'histoire du prix, c'est la décision qui a été la plus soigneusement pesée. ». Quelques jours plus tard, Lessing présente son prix comme une « malédiction » : « Tout ce que je fais depuis, c'est donner des interviews et me faire prendre en photo. ».
Peu de temps après, elle crée une polémique en déclarant à El Pais au sujet des attentats du 11 septembre 2001 : « Ça a été terrible, mais si on se repasse l'histoire de l'IRA, ce qui est arrivé aux États-Unis n'a pas été aussi terrible que ça. ».
Pour raison de santé, l'autrice ne se rend pas en Suède pour recevoir le Nobel mais enregistre une vidéo de remerciements dans laquelle elle définit l'importance du livre et la place des conteurs dans la civilisation et les sociétés modernes qu'elle estime être les « championnes de l'ironie et du cynisme. ».
Le 17 novembre 2013, l'agent littéraire et ami de Doris Lessing, Jonathan Clowes, annonce publiquement son décès, à Londres, à l'âge de 94 ans.

## Distinctions
- Prix Somerset-Maugham (1954)
- Prix Médicis étranger pour son roman Le Carnet d'Or (1976)
- Österreichischer Staatspreis für Europäische Literatur (1981)
- Prix Shakespeare de la Fondation Alfred-Toepfer, Hambourg (1982)
- WH Smith Literary Award (1986)
- Palermo Prize (1987)
- Premio Internazionale Mondello (1987)
- Premio Grinzane Cavour (1989)
- James Tait Black Memorial Book Prize (1995)
- Los Angeles Times Book Prize (1995)
- Premio Internacional Catalunya (1999)
- David Cohen British Literary Prize (2001)
- Companion of Honour from the Royal Society of Literature (2001)
- Prix Princesse des Asturies (2001)
- S.T. Dupont Golden PEN Award (2002)
- Prix Nobel de littérature (2007)
- Membre de l'Ordre des compagnons d'honneur (CH - 2000)[21]
- Officier de l'Ordre de l'Empire britannique (OBE)

## Hommages
Doris Lessing est mentionnée sur le socle de l'installation de l'artiste féministe Judy Chicago The Dinner Party.

## Œuvres

### SérieCanopus dans Argos: Archives
1. Shikasta, Seuil, 1981 ((en) Shikasta, 1979), trad. Paule Guivar'ch, 413 p.  (ISBN 2-02-005953-3)Réédition La Volte, 2016, 460 p. (ISBN 978-2-37049-029-2)
2. Mariages entre les zones trois, quatre et cinq, Seuil, 1983 ((en) The Marriages Between Zones Three, Four and Five, 1980), trad. Robert Pépin, 286 p.  (ISBN 2-02-006406-5)Réédition sous le titre Les Mariages entre les zones trois, quatre et cinq, La Volte, 2017, trad. Sébastien Guillot, 296 p.,  (ISBN 978-2-37049-043-8)
3. Les Expériences siriennes, La Volte, 2018 ((en) The Sirian Experiments, 1980), trad. Sébastien Guillot, 360 p.  (ISBN 978-2-37049-063-6)
4. L'Invention du représentant de la planète 8, La Volte, 2019 ((en) The Making of the Representative for Planet 8, 1982), trad. Sébastien Guillot, 167 p.  (ISBN 978-2-37049-077-3)
5. Les Agents sentimentaux de l'empire Volyen, La Volte, 2020 ((en) The Sentimental Agents in the Volyen Empire, 1983), trad. Sébastien Guillot, 224 p.  (ISBN 978-2-37049-093-3)

### SérieLes Enfants de la violence
1. Les Enfants de la violence, Plon, 1957 ((en) Children of Violence), trad. Doussia Ergaz et Florence Cravoisier, 335 p.Autre traduction Albin Michel, 1978, trad. Marianne Véron, 638 p. (ISBN 2-226-00597-8)Réunit les romans Martha Quest (1952) et A Proper marriage (1954).
2. L’Écho lointain de l'orage, Albin Michel, 1979 ((en) A Ripple from theStorm), trad. Marianne Véron, 550 p.  (ISBN 2-226-00871-3)Réunit les romans A Ripple from theStorm (1958) et Landlocked (1965).
3. La Cité promise, Albin Michel, 1981 ((en) The Four-Gated City, 1969), trad. Marianne Véron, 609 p.  (ISBN 2-226-01069-6)

### SérieLes Carnets de Jane Somers
Cette série est parue sous le pseudonyme Jane Somers.
1. Journal d'une voisine, Albin Michel, 1984 ((en) The Diary of a Good Neighbour, 1983), trad. Marianne Fabre, 300 p.  (ISBN 2-226-02204-X)Réédition Le Livre de poche, 1987, 375 p. (ISBN 2-253-04138-6)
2. Si vieillesse pouvait, Albin Michel, 1985 ((en) If the Old Could..., 1984), trad. Natalie Zimmermann, 288 p.  (ISBN 2-226-02488-3)

### SérieLe cycle de l'eau
1. Mara et Dann, Flammarion, 2001 ((en) Mara and Dann, 1999), trad. Isabelle D. Philippe, 457 p.  (ISBN 2-08-067963-5)
2. L’Histoire du général Dann, Flammarion, 2013 ((en) The Story of General Dann and Mara's Daughter, Griot and the Snow Dog, 2005), trad. Philippe Giraudon, 314 p.  (ISBN 978-2-08-125971-3)

### Romans indépendants
- Vaincue par la brousse, Plon, 1958 ((en) The Grass is Singing, 1950), trad. Doussia Ergaz, 255 p.
- (en) Retreat to Innocence, 1956
- Le Carnet d'or, Albin Michel, 1976 ((en) The Golden Notebook, 1962), trad. Marianne Véron, 592 p.  (ISBN 2-226-00340-1)Réédition Le Livre de poche, 1980, 763 p. (ISBN 2-253-02532-1). Prix Médicis étranger 1976
- Descente aux enfers, Albin Michel, 1988 ((en) Briefing for a Descent into Hell, 1971), trad. Pierre Alien, 257 p.  (ISBN 2-226-03429-3)
- L’Été avant la nuit, Albin Michel, 1981 ((en) The Summer Before the Dark, 1973), trad. Marianne Véron, 271 p.  (ISBN 2-226-01275-3)Réédition Le Livre de poche, 1984, 344 p. (ISBN 2-253-03523-8)
- Mémoires d'une survivante, Albin Michel, 1982 ((en) Memoirs of a Survivor, 1974), trad. Marianne Véron, 234 p.  (ISBN 2-226-01498-5)Réédition Le Livre de poche, 1996, 222 p. (ISBN 2-253-13912-2)
- La Terroriste, Albin Michel, 1986 ((en) The Good Terrorist, 1985), trad. Marianne Véron, 406 p.  (ISBN 2-226-02780-7)Réédition Le Livre de poche, 1997, 443 p. (ISBN 2-253-14083-X)
- Le Cinquième Enfant, Albin Michel, 1990 ((en) The Fifth Child, 1988), trad. Marianne Véron, 202 p.  (ISBN 2-226-03947-3)Réédition Le Livre de poche, 1993, 186 p. (ISBN 2-253-06462-9)
- L’Amour encore, Albin Michel, 1996 ((en) Love, Again, 1996), trad. Anne Rabinovitch, 401 p.  (ISBN 2-226-08565-3)Réédition Le Livre de poche, 1998, 404 p. (ISBN 2-253-14433-9)
- Le Monde de Ben, Flammarion, 2000 ((en) Ben, in the World, 2000), trad. Marianne Véron, 209 p.  (ISBN 2-08-067962-7)
- Le Rêve le plus doux, Flammarion, 2004 ((en) The Sweetest Dream, 2001), trad. Isabelle D. Philippe, 484 p.  (ISBN 2-08-068214-8)
- (en) The Cleft, 2007
- Alfred et Emily, Flammarion, 2008 ((en) Alfred and Emily, 2008), trad. Philippe Giraudon, 284 p.  (ISBN 978-2-08-121705-8)

### Recueils de nouvelles
- (en) Five Short Novels, 1953
- (en) The Habit of Loving, 1957
- Un homme et deux femmes, Plon, 1967 ((en) A Man and Two Women, 1963), trad. Jacqueline Marc-Chadourne, 253 p.Réédition 10/18, 1981, 247 p. (ISBN 2-264-00353-7)
- (en) African Stories, 1964
- (en) Winter in July, 1966
- (en) The Black Madonna, 1966
- Les Chats en particulier, Albin Michel, 1984 ((en) Particularly Cats, 1967), trad. Marianne Véron, 216 p.  (ISBN 2-226-01914-6)Réédition Le Livre de poche, 1986, 123 p. (ISBN 2-253-03849-0)
- (en) The Story of a Non-Marrying Man, 1972
- Nouvelles africaines, Albin Michel, 1980 ((en) This Was the Old Chief's Country: Collected African Stories, Vol. 1, 1973), trad. Marianne Véron, 375 p.  (ISBN 2-226-00960-4)Réédition Le Livre de poche, 1988, 572 p. (ISBN 2-253-04729-5)
- La Madone noire, Albin Michel, 1988 ((en) The Sun Between Their Feet: Collected African Stories, Vol. 2, 1973), trad. Marianne Véron, 347 p.  (ISBN 2-226-03387-4)
- L’Habitude d'aimer, Albin Michel, 1992 ((en) To Room Nineteen: Collected Stories, Vol. 1, 1978), trad. Marianne Véron, 342 p.  (ISBN 2-226-05260-7)Réédition Le Livre de poche, 1994, 437 p. (ISBN 2-253-13553-4)
- Notre amie Judith, Albin Michel, 1993 ((en) The Temptation of Jack Orkney: Collected Stories, Vol. 2, 1978), trad. Marianne Véron, 323 p.  (ISBN 2-226-05943-1)Réédition Le Livre de poche, 1995, 410 p. (ISBN 2-253-13839-8)
- (en) Through the Tunnel, 1990
- Nouvelles de Londres, Albin Michel, 1997 ((en) London Observed: Stories and Sketches, 1992), trad. Anne Rabinovitch, 291 p.  (ISBN 2-226-09225-0)Réédition Le Livre de poche, 1999, 222 p. (ISBN 2-253-14577-7)
- (en) The Real Thing: Stories and Sketches, 1992
- (en) Spies I Have Known, 1995
- (en) The Pit, 1996
- (en) The Old Age of El Magnifico, 2000
- (en) The Grandmothers: Four Short Novels, 2003

### Nouvelles
- Les Grand-mères, Flammarion, 2005 ((en) The Grandmothers, 2003), trad. Isabelle D. Philippe, 127 p.  (ISBN 2-08-068656-9)
- Victoria et les Staveney, Flammarion, 2010 ((en) Victoria and the Staveneys, 2003), trad. Philippe Giraudon, 149 p.  (ISBN 978-2-0812-3345-4)
- Un enfant de l'amour, Flammarion, 2007 ((en) A Love Child, 2003), trad. Isabelle D. Philippe, 186 p.  (ISBN 978-2-0812-0114-9)

### Mémoires
- (en) Going Home, 1957
- Rire d'Afrique, Albin Michel, 1993 ((en) African Laughter: Four Visits to Zimbabwe, 1992), trad. Pierre-Emmanuel Dauzat, 487 p.  (ISBN 2-226-06643-8)Réédition 10/18, 1995, 477 p. (ISBN 2-264-02210-8)
- Dans ma peau, Albin Michel, 1995 ((en) Under My Skin: Volume One of My Autobiography, to 1949, 1994), trad. Anne Rabinovitch, 489 p.  (ISBN 2-226-07723-5)Réédition Le Livre de poche, 1997, 475 p. (ISBN 2-253-14114-3)
- La Marche dans l'ombre, Albin Michel, 1998 ((en) Walking in the Shade: Volume Two of My Autobiography, 1949 to 1962, 1997), trad. Anne Rabinovitch, 467 p.  (ISBN 2-226-10489-5)Réédition Le Livre de poche, 2001, 531 p. (ISBN 2-253-15068-1)

### Autres ouvrages
- (en) In Pursuit of the English, 1960
- (en) Prisons We Choose to Live Inside, 1987
- Le vent emporte nos paroles, Albin Michel, 1987 ((en) The Wind Blows Away Our Words, 1987), trad. Marianne Véron, 226 p.  (ISBN 2-226-03089-1)
- (en) A Small Personal Voice, 1994
- (en) Conversations, 1994e
- (en) Putting the Questions Differently, 1996
- « Censures » (trad. Isabelle D. Philippe), Revue L'Infini, Gallimard, no 92,‎ automne 2005
- « Écrire (son) autobiographie » (trad. Isabelle D. Philippe), Revue L'Infini, Gallimard, no 100,‎ automne 2007
- Le temps mord, 2011 ((en) Time Bites), trad. Philippe Giraudon, 323 p.
- (en + fr) On Not Winning the Nobel Prize, 2008, Comment ne pas gagner le prix Nobel, trad. Isabelle D. Philippe
- C’est ainsi qu'un jeune noir du Zimbabwe a volé un manuel de physique supérieure, L'Escampette, 2010

## Adaptations

### Cinéma
- 2013 : Perfect Mothers d'Anne Fontaine (adapté des Grands-mères).
- 2014 : Mon amie Victoria de Jean-Paul Civeyrac[22] (adapté de Victoria et les Staveney).

### Opéra
- 1988 : The Making of the Representative for Planet 8 (adapté de L'Invention du Representant de la Planete 8) de Philip Glass sur un livret de Doris Lessing.
- 1997 : The Marriages Between Zones Three, Four and Five (adapté de Mariages entre les zones trois, quatre et cinq) de Philip Glass sur un livret de Doris Lessing.